# Echeta juno
Echeta juno är en fjärilsart som beskrevs av William Schaus 1892. Echeta juno ingår i släktet Echeta och familjen björnspinnare. Inga underarter finns listade i Catalogue of Life.